# Быркинское сельское поселение
Быркинское се́льское поселе́ние — муниципальное образование в Приаргунском районе Забайкальского края Российской Федерации.
Административный центр — село Бырка.
24 июля 2020 года упразднено в связи с преобразованием Приаргунского муниципального района в муниципальный округ.

## История
Статус и границы сельского поселения установлены Законом Читинской области от 19 мая 2004 года «Об установлении границ, наименований вновь образованных муниципальных образований и наделении их статусом сельского, городского поселения в Читинской области».

## Население
| 2010  | 2011  | 2012  | 2013  | 2014  | 2015  | 2016  |
| ----- | ----- | ----- | ----- | ----- | ----- | ----- |
| 1295  | ↘1292 | ↘1271 | ↘1241 | ↘1190 | ↘1178 | ↘1112 |
| 2017  | 2018  | 2019  | 2020  |       |       |       |
| ↘1082 | ↘1063 | ↘1044 | ↘1012 |       |       |       |

## Состав сельского поселения
| № | Населённый пункт | Тип населённого пункта       | Население |
| - | ---------------- | ---------------------------- | --------- |
| 1 | Бырка            | село, административный центр | ↘822      |
| 2 | Селинда          | село                         | ↘155      |